# 道賀
道賀（どうが、生没年不詳）は、飛鳥時代の日本の僧侶。道昭の弟子。

## 経歴
白雉4年（653年）師である道昭は勅命により入唐し、玄奘三蔵に師事して法相教学を学んだ。帰国すると教えを二人の弟子である法隆寺の道賀と薬師寺の行基へ伝えた。「法隆寺院主并寺主譜略伝」などによると法隆寺の第7世別当であった。